# Divizia A 1952
Sezonul 1952 al Diviziei A a fost cea de-a 35-a ediție a Campionatului de Fotbal al României, și a 15-a de la introducerea sistemului divizionar. A început pe 16 martie 1952 și s-a terminat pe 27 noiembrie 1952. CCA București a devenit campioană pentru a doua oară în istoria sa.

## Rezumat
Debutantă în prima divizie, Casa Armatei Câmpulung Moldovenesc a fost surpriza plăcută a sezonului, încheind pe poziția a treia. Echipa era pregătită de Francisc Rónnay, fost antrenor al CCA și avea în componență o serie de foști jucători ai „surorii mai mari”, echipa armatei din București. CA Câmpulung făcuse în doar două sezoane saltul de la Divizia C la eșalonul de elită.
Echipa Flacăra București a fost mutată la Ploiești, în urma cererii asociației „Flacăra”. Așa a luat ființă clubul care avea să cunoască consacrarea sub denumirea Petrolul Ploiești, însă în același timp se deființa unul dintre cluburile de tradiție ale fotbalului românesc, Juventus București, campioană a României în 1930. În acest sezon, Flacăra Petroșani a disputat toate meciurile de pe teren propriu la Lonea, localitate din Județul Hunedoara.
Campionatul a fost întrerupt între lunile mai și august din cauza pregătirii echipei naționale pentru participarea la Turneul de fotbal al Olimpiadei din 1952. În această perioadă a avut loc o competiție intitulată Cupa Selecționatelor la care au participat câteva echipe din prima divizie, între care CCA, Dinamo, Flamura Roșie sau Flacăra, alături de selecționatele A și B ale României. Nu a fost decisă nicio câștigătoare a competiției.

## Clasament
| Loc | Echipă                   | Pct. | MJ | V  | E | Î  | GM | GP | GA    | Calificare sau retrogradare    |
| --- | ------------------------ | ---- | -- | -- | - | -- | -- | -- | ----- | ------------------------------ |
| 1.  | CCA București (C)        | 36   | 22 | 15 | 6 | 1  | 46 | 16 | 2,875 | Campioana României             |
| 2.  | Dinamo                   | 34   | 22 | 14 | 6 | 2  | 51 | 23 | 2,217 |                                |
| 3.  | CA Câmpulung Moldovenesc | 25   | 22 | 10 | 5 | 7  | 36 | 25 | 1,440 |                                |
| 4.  | CS Târgu Mureș           | 23   | 22 | 9  | 5 | 8  | 37 | 35 | 1,057 |                                |
| 5.  | Știința Cluj             | 21   | 22 | 7  | 7 | 8  | 24 | 23 | 1,043 |                                |
| 6.  | CA Oradea                | 21   | 22 | 7  | 7 | 8  | 35 | 36 | 0,972 |                                |
| 7.  | CFR Timișoara            | 21   | 22 | 7  | 7 | 8  | 20 | 31 | 0,645 |                                |
| 8.  | UTA Arad                 | 20   | 22 | 7  | 6 | 9  | 32 | 34 | 0,941 |                                |
| 9.  | Jiul Petroșani           | 18   | 22 | 5  | 8 | 9  | 24 | 38 | 0,632 |                                |
| 10. | Unirea Tricolor          | 17   | 22 | 4  | 9 | 9  | 31 | 39 | 0,795 |                                |
| 11. | Flacăra Ploiești (R)     | 15   | 22 | 6  | 3 | 13 | 35 | 44 | 0,795 | Retrogradare în Divizia B 1953 |
| 12. | Câmpia Turzii (R)        | 13   | 22 | 3  | 7 | 12 | 23 | 50 | 0,460 | Retrogradare în Divizia B 1953 |

| Câștigătorii Diviziei A, ediția 1952 |
| ------------------------------------ |
| CCA București Al 2-lea Titlu         |

## Rezultate
| Oaspeți ► Gazde ▼                          | CAM | CCA | DIN | DOS | FPT | FLA | FRA | LTI | TÂR | TUR | ORA | ȘCJ |
| ------------------------------------------ | --- | --- | --- | --- | --- | --- | --- | --- | --- | --- | --- | --- |
| CA Câmpulung                               | —   | 1–3 | 0–0 | 2–3 | 3–0 | 4–1 | 3–1 | 0–0 | 1–2 | 1–1 | 2–1 | 0–1 |
| CCA București                              | 3–1 | —   | 1–1 | 1–0 | 4–0 | 3–0 | 2–1 | 4–1 | 3–0 | 3–0 | 2–2 | 1–1 |
| Dinamo București                           | 1–1 | 1–0 | —   | 3–0 | 7–3 | 4–1 | 2–2 | 3–2 | 1–0 | 5–1 | 3–1 | 2–0 |
| Dinamo Orașul Stalin                       | 0–0 | 2–2 | 2–4 | —   | 1–1 | 2–3 | 1–1 | 2–0 | 8–1 | 1–1 | 1–1 | 0–0 |
| Flacăra Petroșani                          | 2–1 | 1–3 | 0–2 | 2–0 | —   | 1–1 | 0–2 | 2–0 | 3–0 | 1–1 | 1–1 | 1–0 |
| Flacăra Ploiești                           | 1–2 | 1–2 | 0–2 | 4–1 | 4–2 | —   | 2–4 | 0–1 | 4–0 | 4–0 | 2–3 | 2–2 |
| Flamura Roșie Arad                         | 1–2 | 1–3 | 1–1 | 0–3 | 0–0 | 1–0 | —   | 0–0 | 3–1 | 3–1 | 3–0 | 0–0 |
| Locomotiva Timișoara                       | 0–5 | 1–1 | 2–1 | 2–1 | 1–1 | 1–0 | 2–1 | —   | 1–1 | 1–0 | 2–0 | 0–0 |
| Locomotiva Târgu Mureș                     | 3–1 | 0–1 | 5–1 | 4–0 | 0–0 | 5–1 | 4–3 | 1–0 | —   | 5–0 | 2–2 | 0–0 |
| Metalul Câmpia Turzii                      | 0–3 | 1–2 | 0–5 | 2–2 | 1–1 | 0–1 | 3–1 | 1–1 | 1–1 | —   | 2–3 | 2–0 |
| Progresul Oradea                           | 1–2 | 0–0 | 0–0 | 4–0 | 2–1 | 1–1 | 1–3 | 4–1 | 1–0 | 4–5 | —   | 1–2 |
| Știința Cluj                               | 0–1 | 0–2 | 1–2 | 1–1 | 4–1 | 3–2 | 3–0 | 3–1 | 0–2 | 2–0 | 1–2 | —   |
| Câștigă gazdele; Remiză; Câștigă oaspeții. |     |     |     |     |     |     |     |     |     |     |     |     |